# TD 플레이스 아레나
TD 플레이스 아레나(영어: TD Place Arena) 캐나다 온타리오주 오타와에 위치한 실내 경기장이다. 과거 NHL 오타와 세너터스와 WHA 오타와 시빅스, 오타와 내셔널스의 홈경기장으로 사용했으면 현재 CEBL 오타와 블랙잭스의 홈경기장으로 사용하고 있다.

## 같이 보기
- TD 플레이스 스타디움